# Nausdorfer Kanal

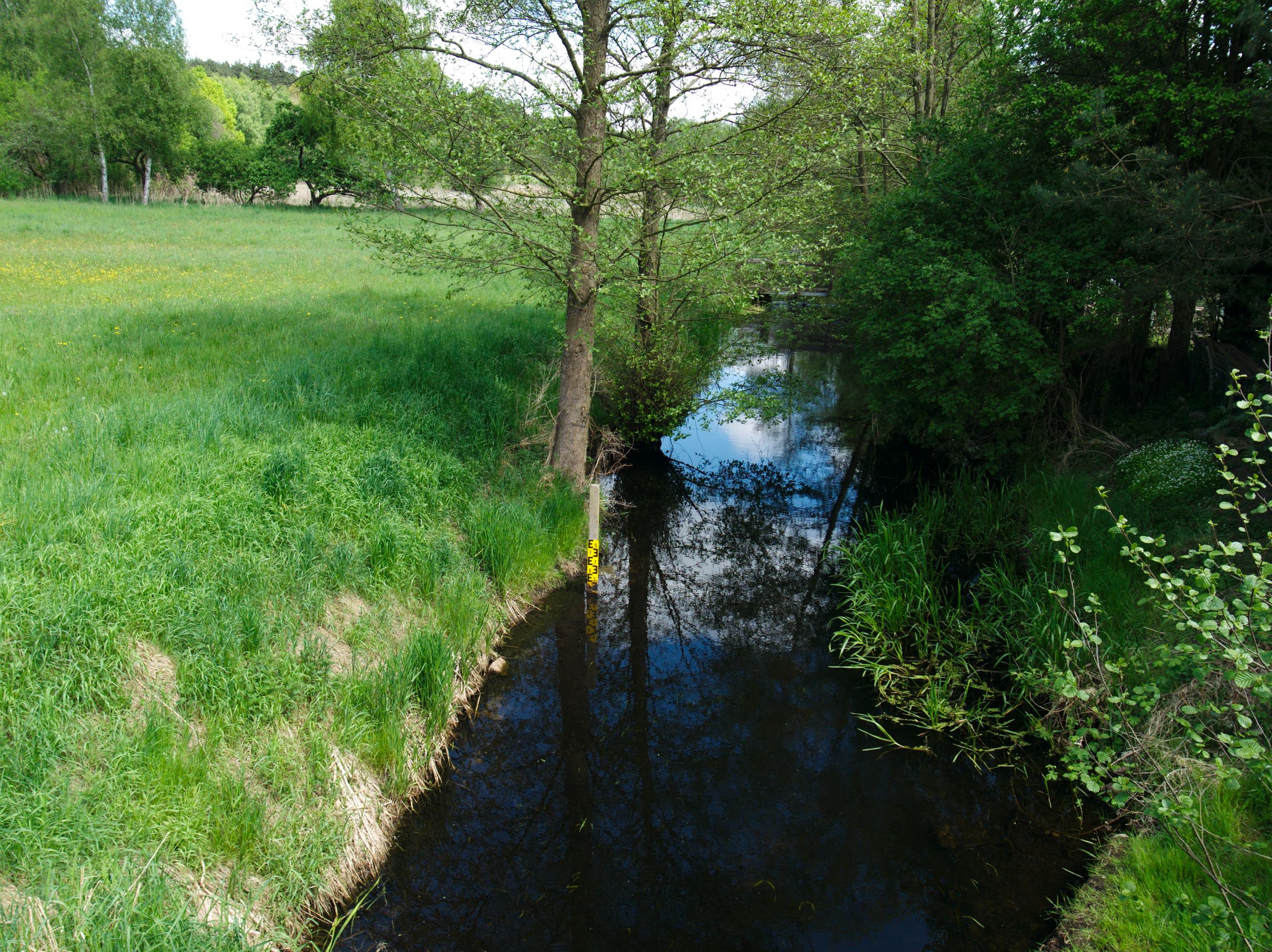
Nausdorfer Kanal bei Nausdorf

Der Nausdorfer Kanal liegt im Nordwesten Brandenburgs.
Er verbindet den Rambower See  mit dem Rudower See. Der Kanal führt durch das Rambower Moor vorbei an dem kleinen Ort Nausdorf, einem Ortsteil von Lenzen. Bereits im 15. Jahrhundert gab es einen Mühlenfließ, der die Nausdorfer Wassermühle antrieb, die bis 1833 Bestand hatte. Der Kanal wurde zwischen 1862 und 1879 erbaut und 1924/25 zu seiner heutigen Größe ausgebaut.
Der Kanal ist ca. 5 km lang und wurde 8 bis 10 m breit angelegt, heute ist er wohl an einigen Stellen maximal 3 m breit. Seine Tiefe beträgt ca. 1 m, auf dem Grund befindet sich eine dicke Schicht Schlamm.
Das Gewässer ist nicht schiffbar. Größere Vorkommen an Weißfischen machen es bei Anglern beliebt.